# Феринген (Илер)
Феринген (њем. Vöhringen) град је у њемачкој савезној држави Баварска. Једно је од 17 општинских средишта округа Ној-Улм. Према процјени из 2010. у граду је живјело 13.044 становника. Посједује регионалну шифру (AGS) 9775162.

## Географски и демографски подаци
Феринген се налази у савезној држави Баварска у округу Ној-Улм. Град се налази на надморској висини од 499 метара. Површина општине износи 23,7 km². У самом граду је, према процјени из 2010. године, живјело 13.044 становника. Просјечна густина становништва износи 551 становника/km².